# Black Codes
Black Codes, a volte anche Black Laws, è un termine generico per indicare le leggi che governavano i diritti e i doveri degli afroamericani negli Stati Uniti d'America.
Come rilevò il giurista James Kent nel 1832, «nella maggior parte degli Stati Uniti, c'è una distinzione, rispetto ai privilegi politici, tra persone bianche libere e persone di colore di sangue africano libere; e in nessuna parte del paese questi ultimi, infatti, partecipano alla pari dei bianchi all'esercizio dei diritti civili e politici». Le più note leggi Black Codes furono approvate tra il 1865 e il 1866 negli Stati del sud degli Stati Uniti, poco dopo la conclusione guerra di secessione americana, al fine di restringere le nuove libertà concesse agli afroamericani dopo l'abolizione della schiavitù e costringerli a lavorare per un salario basso; per quanto furono in maggioranza gli Stati del sud a codificare tali leggi nella pratica quotidiana, dei Black Codes esistevano anche da prima della guerra di secessione, e anche molti degli Stati del nord avevano leggi simili.
Sin dall'epoca coloniale precedente l'instaurazione degli Stati Uniti, le colonie americane avevano approvato leggi che discriminavano gli afroamericani liberi. Nelle colonie e poi negli Stati del sud queste leggi erano generalmente incluse nei "Codici degli schiavi", che regolavano l'esercizio della schiavitù; lo scopo era quello di ridurre l'influenza che i neri liberi potevano esercitare sugli schiavi. Le restrizioni inflitte agli afroamericani liberi comprendevano la proibizione a esercitare il diritto di voto, a portare armi, a riunirsi in gruppi per esercitare il diritto di culto, e a imparare a leggere e scrivere. Anche vari Stati del nord che pure proibivano l'esercizio della schiavitù approvarono leggi assimilabili ai Black Codes, in particolare per scoraggiare i neri liberi a risiedere in questi Stati; queste leggi negavano ai neri l'uguaglianza nell'esercizio dei diritti politici, tra cui il diritto di voto, di frequentare scuole pubbliche, e di godere di un eguale trattamento davanti alla legge. Molti degli Stati del nord abolirono queste leggi subito dopo la conclusione della guerra di secessione e l'abolizione della schiavitù.
I Black Codes erano parte di un più ampio sforzo volto a mantenere la dominanza politica dei bianchi sugli afroamericani liberi; il loro scopo, in particolare, era di controllare i movimenti e il lavoro dei neri, poiché la schiavitù era stata sostituita da un sistema di lavoro libero. Caratteristica distintiva dei Black Codes era infatti un'ampia legge sul vagabondaggio, che consentiva alle autorità locali di arrestare gli afroamericani liberi per infrazioni minori e di impegnarli in lavori forzati; questo sistema fu descritto anche come "una schiavitù con un altro nome".